# Gomphomastax clavata
Gomphomastax clavata är en insektsart som först beskrevs av Ostroumov 1881.  Gomphomastax clavata ingår i släktet Gomphomastax och familjen Eumastacidae.

## Underarter
Arten delas in i följande underarter:
- G. c. clavata
- G. c. plotnikovi
- G. c. alticola